# Tiago Campos
Tiago Filipe Carvalho de Campos (Santarém, 16 de março de 1999) foi o nadador português mais jovem a competir em Jogos Olímpicos na disciplina de natação de águas abertas. Estreou-se nos Jogos Olímpicos de Verão de 2020  e foi o quarto atleta mais novo a competir neste evento em Tóquio 2020.

## Carreira desportiva
Tendo-se destacado desde cedo pelas suas competências de nadador completo, Tiago Campos participou no Campeonato Europeu Júnior de Natação de 2017 em Netanya, Israel nas provas 50m livres, 100m livres, 200m livres, 400m livres, 50m mariposa, 100m mariposa, 400m estilos e na estafeta 4x200m estilos.
No ano seguinte competiu na distância de 10km em águas abertas no European Championships 2018 na Grã-Bretanha e na FINA/Hosa Marathon Swim World Series 2018 em Portugal e em 2019 nas distâncias de 5km em águas abertas e 10km em águas abertas no 18th FINA World Championships 2019 na Coreia do Sul, 10km em águas abertas na FINA/CNSG Marathon Swim World Series 2019 no Qatar e 10km em águas abertas na FINA/CNSG Marathon Swim World Series 2019 em Portugal.
Em 2020 competiu na distância de 10km em águas abertas na FINA/CNSG Marathon Swim World Series 2020 no Qatar e em 2021 nos 10km em águas abertas na FINA/CNSG Marathon Swim World Series 2021 no Qatar e 10km em águas abertas na FINA Olympic Marathon Swim Qualifier 2021 em Portugal, onde se apurou para os Jogos Olímpicos de Verão de 2020.

## Jogos Olímpicos

### Tóquio 2020
Juntamente com os nadadores Alexis Santos, Ana Monteiro, Angélica André, Diana Durães, Francisco Santos, Gabriel Lopes, José Paulo Lopes e Tamila Holub, Tiago Campos foi um dos 91 atletas olímpicos que representaram Portugal nos Jogos Olímpicos de Verão de 2020.
Estreou-se aos 22 anos de idade ao disputar a prova de 10km de natação de águas abertas. Na sua primeira participação olímpica completou o percurso em 1:59:42.0 alcançando o 23º lugar . 